# بوشعيب أرميل
بوشعيب أرميل (1949) المدير العام للامن الوطني في المغرب، بين 2012 - 2015، شغل منصب والي للأمن في عدد من المدن المغربية الكبرى.

## نشأته
حصل في سبتمبر 2004 على دكتوراه الدولة من جامعة محمد بن عبد الله بفاس بأطروحة في موضوع «الجريمة المعلوماتية بالمغرب».

### الشرطة
قضى معظم مساره المهني في صفوف الامن الوطني حيث تولى سنة 1981 منصب عميد مركزي بمدينة المحمدية. وفي سنة 1993 تولى منصب رئيس لأمن الحي المحمدي - عين السبع قبل أن يتم نقله إلى مدينة فاس حيث تولى سنة 1997 مهمة رئيس الأمن الإقليمي.

### الولاية
وفي سنة 2000 عين واليا للأمن بالدار البيضاء الكبرى لمدة أربع سنوات ليلتحق بعد ذلك بالإدارة العامة للأمن الوطني كمدير للأمن العمومي ثم كمنسق للمصالح المركزية سنة 2005 . وفي سنة 2006 عين واليا للأمن بمدينة العيون .
السيد ارميل. سنة 2010 عين عاملا على عمالة مديونة.